# Jef Maes (componist)
Joseph (Jef) Maes (Antwerpen, 5 april 1905 – aldaar, 30 juni 1996) was een Belgisch componist en muziekpedagoog.

## Levensloop
Beïnvloed en aangemoedigd door zijn vriend André Cluytens deed Jef Maes zijn studie aan het Koninklijk Vlaams Conservatorium te Antwerpen. Maes studeerde altviool bij Napoleon Distelmans en kamermuziek bij Albert van de Vijver. Harmonieleer, contrapunt en fuga studeerde hij privé bij Karel Candael.
Op 23-jarige leeftijd voltooide hij zijn eerste compositie, een romantische meditatie voor viool en piano.
Na zijn studie verzamelde hij orkestervaring als altviolist in het orkest van de opera te Antwerpen gedurende twee jaar. In 1926 werkte hij in het orkest onder Lodewijk De Vocht mee aan de, door De Vocht opgerichte Nieuwe Concerten te Antwerpen. Vanaf 1930 was hij solist bij de heel bekende Dierentuinconcerten te Antwerpen, die door Flor Alpaerts gedirigeerd werden. Daarna werkte hij ongeveer 10 jaar als altviolist in het Casino-orkest van Knokke. Tijdens de Tweede Wereldoorlog was hij repetitor aan de Koninklijke Vlaamse Opera en aan de Koninklijke Nederlandse Schouwburg.
In 1933 werd hij docent aan de muziek-academie in Boom, waar hij tien jaar later tot directeur werd benoemd. Van 1942 tot 1955 was hij docent voor harmonieleer aan het Koninklijk Vlaams Conservatorium te Antwerpen. Van 1955 tot 1970 was hij docent voor kamermuziek. Sinds 1961 leidde hij in de zomervakantie het jaarlijkse internationale muziekkamp, wat door Jeugd en Muziek georganiseerd werd. Hij was lange tijd mentor van het muziekleven in Turnhout, eveneens was hij in 1956 medeoprichter van De Philharmonie (thans Antwerp Symphony Orchestra) te Antwerpen. Dat was de basis voor lidmaatschap in de Koninklijke Vlaamse Academie van België voor Wetenschappen en Kunsten. In 1971 werd hem onder andere de Jef Van Hoof Prijs voor compositie toegekend.

## Composities

### Werken voor orkest
- 1929 Meditatie, voor viool en orkest
- 1931 Drie rythmen in dansvorm
- 1933 Légende, voor viool en orkest
- 1935 Arabeske en scherzo, voor fluit en orkest
  1. Moderato
  2. Scherzo
- 1938 Concertstück, voor groot orkest
- 1939 Overtura buffa
- 1943 Concerto, voor altviool en orkest
  1. Allegro ma non troppo
  2. Cadenza: Lento
  3. Finale: Allegro
- 1944 Concertstuk, voor trombone en orkest
- 1948 Concerto voor klavier, voor piano en orkest
- 1951 Concertstuk voor viool en orkest (Maes), voor viool en orkest
- 1953 Symfonie in G
- 1955 Concerto, voor klavecimbel en strijkorkest
- 1957 Burlesque, voor fagot en orkest
- 1961 Ouverture concertante
- 1963 Prelude & Allegro voor 2 trompetten, hoorn, bazuin en tuba
- 1964 Tu auras nom... Tristan (Suite)
- 1965 Symfonie nr.2 in A-groot (opgedragen aan: André Cluytens)
  1. Molto moderato
  2. Tranquillo
  3. Allegro molto
- 1966 Partita
- 1966 Praeludium, Pantomime, Scherzo
- 1969 De verloofden, voor kamerorkest
- 1971 Mei 1871, voor een spreker en orkest
- 1973 Dialoog, voor viool en orkest
- 1975 Concerto nr.2, voor piano en orkest
- 1975 Symfonie nr.3
- 1980 Intrada

### Werken voor harmonie- of fanfareorkest
- 1956 Vijf volksdansen
- 1967 Bel canto Ouverture
- 1977 Suite
- Feestouverture

### Missen
- 1962 Vierstemmige mis, voor gemengd koor en orkest

### Muziektheater

#### Opera's
| Voltooid in | titel                        | aktes | première                  | libretto            |
| ----------- | ---------------------------- | ----- | ------------------------- | ------------------- |
| 1946        | Marise                       |       |                           |                     |
| 1959        | De Antikwaar, televisieopera |       | maart 1963, Antwerpen, TV | Anton van Wilderode |

#### Balletten
| Voltooid in | titel                  | aktes | première | libretto           | choreografie |
| ----------- | ---------------------- | ----- | -------- | ------------------ | ------------ |
| 1963        | Tu auras nom...Tristan |       |          | naar Joseph Bédier |              |

#### Toneelmuziek
- 1938 Het raadsel, muziek voor een toneelstuk - tekst: Jef Mennekens
- 1942 Ezelsvel, muziek voor een toneelstuk - tekst: Henry Ghéon
- 1942 Kabouters in de stad – Les lutins dans la ville, muziek voor een toneelstuk
- 1943 Momotaro, muziek voor een toneelstuk - tekst: Edgar Den Haene
- 1943 Tim en de Chinese klok, muziek voor een toneelstuk - tekst: Martien De Beuck
- 1946 Saidjah, muziek voor een toneelstuk
- 1953 Lorre, de papegaai van de keizer, muziek voor een toneelstuk - tekst: Eugeen De Ridder
- 1953 Witje, muziek voor een toneelstuk - tekst: Alphonse Daudet
- 1958 De boom die leerde spreken, muziek voor een toneelstuk - tekst: Eugène Winters
- 1965 Wij spelen Indiaan, muziek voor een toneelstuk - tekst: T. Braun en H. Finchnar
- De Leeuwendalers, muziek voor een toneelstuk - tekst: Joost van den Vondel (1587-1679)

### Werken voor koor
- 1968 Vier oude Volksliederen, voor gemengd koor en orkest

### Vocale muziek met orkest of instrumenten
- 1936 Wees blij, voor alt solo of bariton solo en orkest
- 1958 Rosa Mystica, voor sopraan solo en orkest

### Werken voor toetseninstrumenten
- 1955 Concerto, voor klavecimbel en piano
- 1960 Etude nr. 2 in Es voor piano
- 1965 Pavane, voor klavecimbel
- 1966 Studie - Etude, voor orgel
- 1970 Divertimento [nr. 1] voor piano
- 1977 Divertimento nr. 2 voor piano
- 1981 Serenade voor Sylvia voor piano